# Circaetus fasciolatus
Circaetus fasciolatus е вид птица от семейство Ястребови (Accipitridae). Видът е почти застрашен от изчезване.

## Разпространение
Видът е разпространен в Зимбабве, Кения, Мозамбик, Сомалия, Танзания и Южна Африка.